# Dehio Salzburg 1986
Das Dehio-Handbuch – Die Kunstdenkmäler Österreichs – Salzburg – Stadt und Land erschien im Jahre 1986 als 7. Band einer 1974 vom Bundesdenkmalamt begonnenen neuen österreichischen Serie des Dehio-Handbuchs.
Das Handbuch verzeichnet Denkmäler im Sinne des § 1 des Denkmalschutzgesetzes – also unbewegliche und bewegliche Gegenstände von geschichtlicher, künstlerischer und sonstiger kultureller Bedeutung –, allerdings unabhängig von einem öffentlichen Interesse an der Erhaltung. Einerseits ist der Dehio ein Hilfsmittel der Denkmälerforschung, andererseits ein Kunstführer, wie er auch die Wertschätzung für die Kunst- und Kulturdenkmäler in die Breite tragen soll.
Der Band Salzburg der alten Dehio-Serie von 1963 umfasste 135 Seiten, der hier vorliegende Band 740 Seiten. Unter Eva Frodl-Kraft wurde 1978 mit Konzepten begonnen, dann wurde die Drucklegung des Dehio Steiermark (ohne Graz) 1982 und des Dehio Vorarlberg 1983 vorgezogen. Auch der Tod von Wolfgang Steinnitz führte zu einer Verzögerung der Bearbeitung zur Stadt Salzburg, was das Erscheinen verzögerte. Es gab zwei kunsthistorische Autoren: Roswitha Juffinger arbeitete zum Pinzgau, Tennengau und Teilen des Flachgaus sowie zum Stift Nonnberg und zum Kapuzinerberg in der Stadt Salzburg und Ronald Gobiet – neben seiner Arbeit am Landeskonservatorat – zum Lungau und Pongau. Horst Richard Huber bearbeitete die Stadt Salzburg. Bernd Euler bearbeitete Teile des Flachgaus. Walter Schlegel, Landeskonservator, bearbeitete Burgen, Ansitze, feste Plätze und Sperren wie auch technik- und wirtschaftsgeschichtliche Denkmäler.
Zur bäuerlichen Architektur und zur Siedlungsstruktur mussten neue Konzepte der Inventarisierung entwickelt werden, was mit letztlich sieben Autoren bewältigt wurde: Rotraut Acker-Sutter bearbeitete Teile des Flachgaus, Elfriede Lukas den Pongau, Harald Starke den Tennengau, Teile des Flachgaus und die bäuerliche Architektur in der Stadt Salzburg. Michael Martischnig bearbeitete Teile des Lungaus. Zu nennen sind von früheren Dehio-Unternehmungen zudem: Hans Gschnitzer für Teile des Pinzgaus, Herlinde Menardi andere Teile des Pinzgaus, beide vom Tiroler Volkskunstmuseum. Kurt Conrad, vom Salzburger Freilichtmuseum, erarbeitete das einleitende Kapitel zur bäuerlichen Architektur.

## Nennung
- Dehio-Handbuch. Die Kunstdenkmäler Österreichs. Topographisches Denkmälerinventar, herausgegeben vom Bundesdenkmalamt. Redigiert und bearbeitet in der Abteilung für Denkmalforschung, früher: Institut für österreichische Kunstforschung. Salzburg – Stadt und Land. Bearbeitet von Bernd Euler, Ronald Gobiet, Horst R. Huber, Roswitha Juffinger mit Beiträgen von Rotraut Acker-Sutter, Kurt Conrad, Hans Gschnitzer, Norbert Heger, Elfriede Lukas, Michael Martischnig, Herlinde Menardi, Fritz Moosleitner, Walter Schlegel, Harald Starke. Verlag Anton Schroll & Co, Wien 1986, ISBN 3-7031-0599-2.